# Маринов, Иван (партизан)
Иван Маринов Иванов (болг. Иван Маринов Иванов; 19 мая 1893, Садина, Тырговиштская область — 1 августа 1980, София) — профессор, военный врач РККА и участник партизанского движения в Болгарии, Герой Народной Республики Болгария и Герой Социалистического Труда НРБ.

## Биография
Родился в 1893 году в селе Садина Поповской околии.
1 сентября 1905 года поступил в реальное училище в Разграде, на третьем курсе которого принял участие в первой политической акции — стачке учащихся. В дальнейшем, после знакомства со студентом Цвятко Беленским (сыном хозяина квартиры, в которой проживал Маринов) и земляком Димитром Бахневым стал разделять взгляды БРСДП (т.с.).
На шестом курсе училища вступил в марксистский кружок, а после окончания училища Иван Маринов и Бахни Стоянов стали организаторами ячейки БРСДП (т.с.) в родном селе.
После окончания училища Маринов должен был работать учителем, но после приезда в Варну был мобилизован в болгарскую армию в связи с началом Балканской войны. Был направлен для прохождения военной службы в Железнодорожную дружину в Софии, после завершения обучения находился на фронте. В 1913 году вступил в БРСДП (т.с.)
После окончания Балканской войны был демобилизован, однако после начала Первой мировой войны вновь был призван на военную службу.
После того, как 29 сентября 1918 года в городе Салоники делегация Болгарии подписала мирный договор с представителями Антанты о выходе страны из Первой мировой войны, под контролем войск Антанты была проведена демобилизация болгарской армии.
После демобилизации из армии Маринов работал учителем в селе Опака, одновременно занимался партийной работой и самообразованием: учил право и другие необходимые предметы для поступления в медицинский институт. Осенью 1920 года выехал из Болгарии в Австрию и поступил в медицинский институт в городе Грац, во время обучения в котором весной 1922 года организовал коммунистическую группу (в которую в дальнейшем вступили около 40 студентов).
В мае 1923 года вернулся на летние каникулы в Садину, где принял участие в Сентябрьском восстании 1923 года. После того, как 21 сентября 1923 года местный комитет получил директиву о начале восстания 23 сентября 1923 года, Иван Маринов был назначен военным комендантом села Садина, в селе был создан вооружённый отряд (Северный отряд), который выступил на соединение с Поповским отрядом (сформированным в соседнем селе Попово), но был окружён правительственными войсками и разгромлен. Вместе с ещё несколькими участниками восстания Маринов совершил переход в Югославию, а затем с помощью других политэмигрантов перебрался из Белграда в Грац.
В 1925 году вместе с женой Веселиной и сыном был переправлен в СССР, 16 сентября 1925 года прибыл в Москву. Был принят в ВКП(б).
С сентября 1925 года по март 1926 года проходил повышение квалификации во 2-м Московском медицинском институте, после получения диплома начал работать ассистентом в Институте гигиены труда и профессиональных заболеваний.
В 1929 году согласился на прохождение военной службы в РККА, после чего был переведён на должность врача-лаборанта Центральной психофизической лаборатории РККА. После преобразования лаборатории в институт занял должность заместителя начальника института по научной работе. В 1931 году получил звание бригадного врача.
В дальнейшем, руководил переподготовкой военных врачей РККА, а также прошёл авиаподготовку (в ходе которой близко познакомился с В. П. Чкаловым, Г. Ф. Байдуковым, М. М. Громовым и другими известными советскими военными лётчиками).
Занимался изучением влияния высотных полётов и прыжков с парашютом на состояние здоровья и психику авиаторов. В январе — августе 1933 года по распоряжению Медицинско-санитарного управления РККА как специалист по высотным полётам был командирован на кафедру физиологии человека Ленинградской военно-медицинской академии, на которой работал под руководством профессора Л. А. Орбели. Затем работал начальником спецлаборатории Военно-химической академии в Москве.
После прохождения общеармейской аттестации командного состава РККА в 1936 году получил звание военврач 2 ранга.
Перед началом войны работал над кандидатской диссертацией, но в связи с началом Великой Отечественной войны защитить её не успел. 22 июня 1941 года подал заявление в районный военкомат по месту проживания с просьбой направить в действующую армию, но получил отказ — с требованием ожидать распределения как военный врач.
5 июля 1941 года начал подготовку в составе группы из 30 болгарских политэмигрантов, подготовленных для деятельности на территории Болгарии (первоначально входил в состав группы из 10 человек под командованием Ивана Винарова, которые должны были быть доставлены на побережье Болгарии на катере или корабле, но в дальнейшем было установлено, что надводное судно не сможет незамеченным достичь болгарского берега. В результате, группы были переформированы. После переформирования групп, Маринов был включён в состав 1-й группы «подводников» из 14 человек под командованием Цвятко Радойнова).
Подготовка группы началась в Москве (здесь «подводники» прошли курс стрелковой подготовки и получили пистолеты и часть снаряжения). 18 июля 1941 года группа выехала на поезде из Москвы в Севастополь, где теоретическая и тактическая подготовка группы была продолжена. 5 августа 1941 года 1-я группа «подводников» (14 болгарских коммунистов под командованием Цвятко Радойнова, в состав которой в качестве военного врача был включён Иван Маринов) перешла на борт советской подводной лодки «Щ-211». Подлодка достигла Черноморского побережья Болгарии 8 августа 1941 года и 11 августа 1941 года группа десантировалась в 1 км к югу от устья реки Камчия, севернее мыса Карабурун.
После высадки Иван Маринов, его напарник Кирил Видинский (имевшие указание установить связь с подпольем в Шумене), а также Димитр Илиев (имевший указание установить связь с подпольем в Бургасе) покинули остальных (принявших решение задержаться на побережье и встретить «подводников» со второй подводной лодки) и начали переход в северную Болгарию.
Большинство «подводников» погибли или были арестованы, но Иван Маринов и его напарник Кирил Видинский перешли Преславский хребет, 20 августа 1941 года вышли к селу Осен (в котором успешно установили контакт с местными жителями и получили от них помощь продуктами) и 23 августа 1941 года прибыли в Шумен. 24 августа 1941 года они установили связь с окружным комитетом БКП, в этот же день на совещании активистов БКП была создана боевая группа для партизанской деятельности на территории Русенского и Шуменского округа (командиром боевой группы стал К. Видинский). И. Маринов вошёл в состав руководства Шуменского окружного комитета БКП и участвовал в боевых операциях партизанского отряда «Август Попов».
В феврале 1943 года И. Маринов участвовал в совещании командиров НОПА в селе Голямо-Ново. 24 августа 1943 года стал начальником штаба 9-й повстанческой оперативной зоны НОПА. 29 августа 1943 года Иван Маринов и Груди Атанасов создали первый партизанский отряд в Поповской околии.
После 6 мая 1945 года — на военной службе в вооружённых силах Болгарии, стал начальником медицинского управления министерства народной обороны.
В послевоенное время — профессор медицинского института в Пловдиве, с 1952 года — заведующий секции Института клинической и общественной медицины Болгарской академии наук.
Скончался в 1987 году.

## Награды
- Герой Народной Республики Болгария[1]
- Герой Социалистического Труда (НРБ)[1]
- орден «Георгий Димитров»

## Работы
- статья в журнале "Наша родина", № 3, 1965[5]  (болг.)
- Иван Маринов. С неугасима вяра. Спомени. София, Военно издателство, 1979—164 стр.  (болг.)